# Dora Lazurkina
Dora Abramovna Lazurkina fue una revolucionaria rusa que participó en la Revolución de Octubre. Actuó como directora de la división preescolar del Comisariado del Pueblo de Educación entre 1918 y 1922, bajao Anatoli Lunacharski. Desde 1922 hasta 1932 estuvo activa en el Comité Regional de Leningrado bajo la jefatura de Serguéi Kírov, y fue subsecretaria de la Comisión de Control del Partido de Leningrado desde 1932 hasta 1934.
En el XXII Congreso del Partido Comunista de la Unión Soviética en 1961, Lazurkina dio un discurso en el que detalló un sueño que supuestamente había tenido en el que Vladímir Lenin le dijo no quería el cuerpo de José Stalin situado junto al suyo. Pronto después del Congreso, el cuerpo de Stalin fue sacado del mausoleo de Lenin y enterrado otra vez en la Necrópolis de la Muralla del Kremlin. Se considera que la desestalinización impulsada por Nikita Jrushchov fue apoyada por el discurso de Lazurkina y las acciones resultantes.